# Munster (França)
Munster é uma comuna francesa na região administrativa de Grande Leste, no departamento Alto Reno. Estende-se por uma área de 8,64 km². Em 2010 a comuna tinha 4 737 habitantes (densidade: 548,3 hab./km²).